# Лысенко, Владимир Иванович
Лысенко, Владимир Иванович (1 января 1955, Харьков) — российский путешественник и исследователь, автор книг о путешествиях. С 2004 года является председателем Союза кругосветчиков России. 
Владимир посетил все 195 стран — членов и наблюдателей ООН.

## Биография

### Ранние годы, образование и научная деятельность
Владимир Лысенко родился 1 января 1955 в городе Харькове, СССР, в семье лётчика ГВФ Лысенко Ивана Федоровича (во время войны был механиком Ил-2 в 66-м штурмовом авиаполку, награждён орденами и медалями; после ухода с лётной работы стал журналистом, членом Союза журналистов СССР, затем членом Союза журналистов России, Заслуженным работником культуры Российской Федерации) и инженера-конструктора Лысенко (Коротковой) Галины Павловны. Имеет троих детей: Виктора (д.р. 27.10.80), после окончания НГУ (экономический факультет) переехавшего из Новосибирска в Краснодар, Светлану (д.р. 28.10.83), после окончания НГУ (экономический факультет) переехавшую в Москву, сейчас живет в Нидерландах, и Славию (д.р. 8.10.16).
Владимир закончил ХАИ (самолетостроительный факультет) и аспирантуру Сибирского отделения РАН (по специальности «механика жидкости газа и плазмы»). В 1982 году защитил кандидатскую диссертацию, а в 2002 году — докторскую (тема «Устойчивость и переход высокоскоростных пограничных слоев и следов»). Доктор физико-математических наук, ведущий научный сотрудник ИТПМ СО РАН (г. Новосибирска). Автор более 250 научных работ, в т.ч. в ведущих мировых журналах по механике жидкости: Journal of Fluid Mechanics (Великобритания), Physics of Fluids (США), AIAA Journal (США), Intern. J. Mechanical Sciences (Великобритания) и других журналах с квартилем 1 (Q1). Имеет ряд научных открытий (в частности, решил проблему «реверса перехода»; впервые экспериментально показал стабилизирующее влияние на сверхзвуковой пограничный слой роста показателя адиабаты, ионизации внешнего течения, вдува тяжелого газа, сублимации поверхности, обнаружил возможность такой стабилизации при диффузионном горении внутри пограничного слоя). Избран действительным членом Нью-Йоркской Академии Наук (The New York Academy of Sciences).

## Путешествия

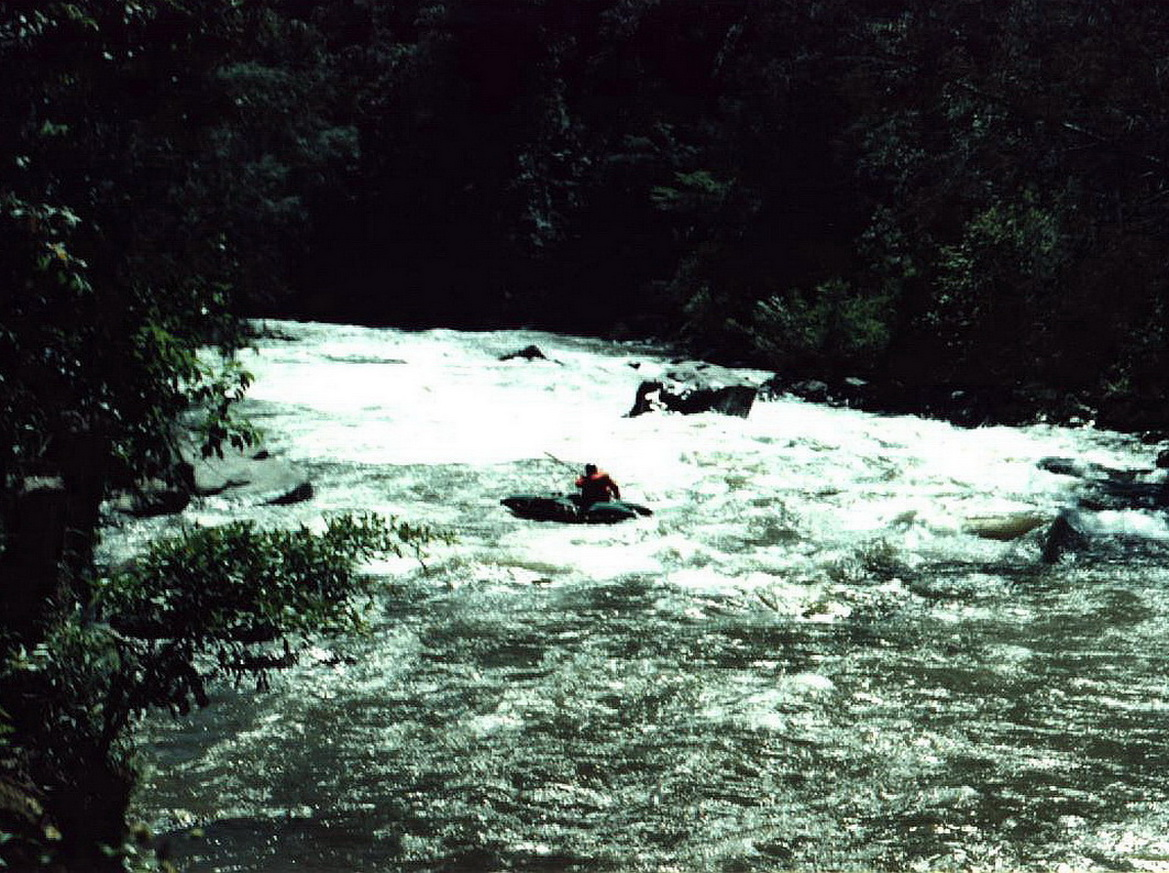
На реке Кемабу, Новая Гвинея

### Сплав по рекам с высочайших вершин мира
Владимир первым в мире в период с 1991 по 1996 годы сплавился на катамаране по горным рекам, стекающим со всех четырнадцати восьмитысячников и самых высоких вершин всех континентов. В 1996 году установил рекорд высокогорности сплава, спустившись с Эвереста в Тибете от ледника Восточный Ронгбук с высоты 5600 метров (за что передачей «Пилигрим» РТВ был признан самым отчаянным путешественником России 1996 года).
Также сплавлялся по горным истокам Амазонки и Нила.
Лысенко спустился по горным рекам в 100 странах, первым из россиян сплавившись в гималайских государствах Непал, Индия, Пакистан, Китай и Бутан; Афганистане и других странах, а также в Антарктиде.
О своих водных путешествиях Владимир написал книгу «На катамаране с высочайших вершин мира», изданную в 1997 году.

### Автомобильная кругосветка

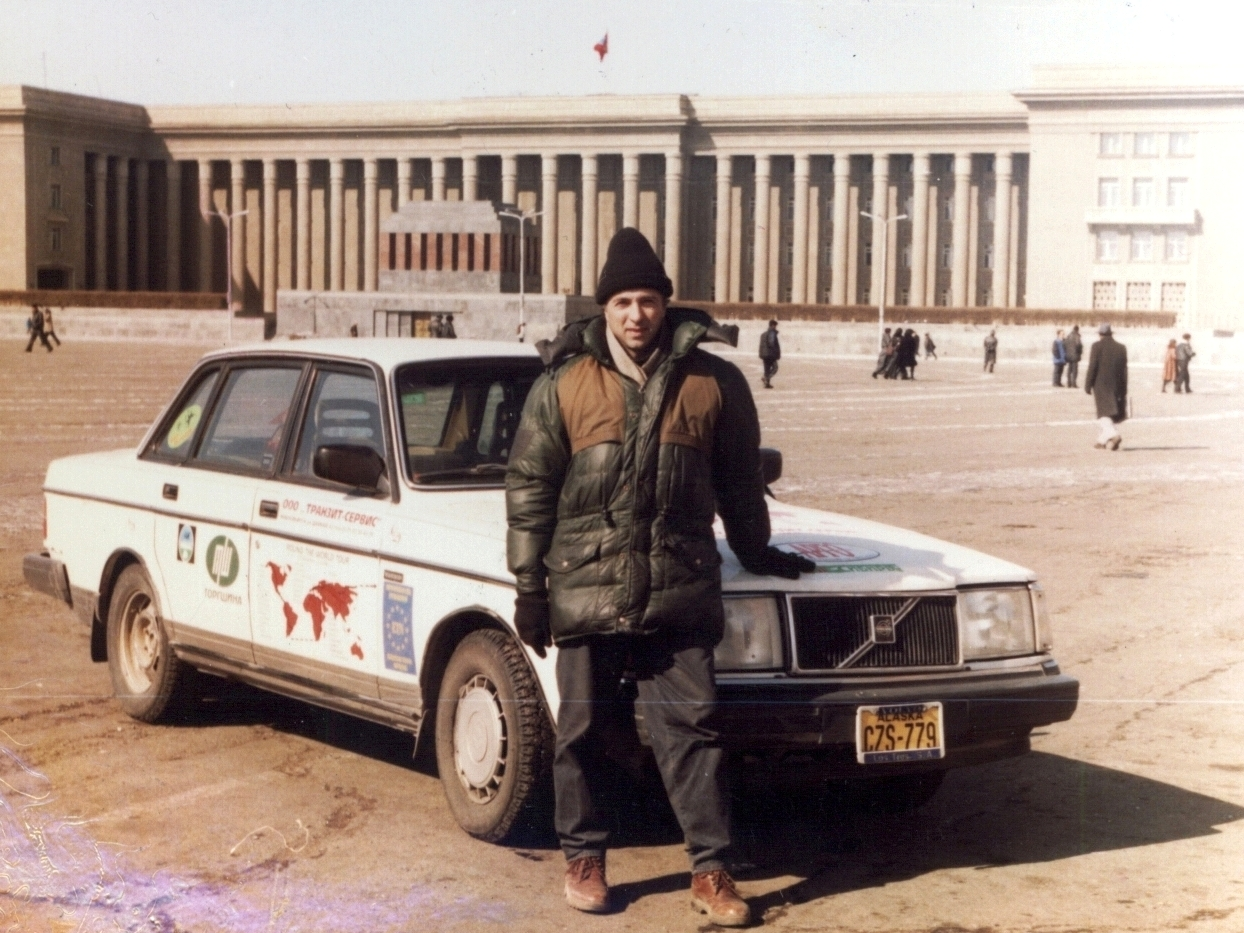
В Улан-Баторе в рамках автомобильного пробега

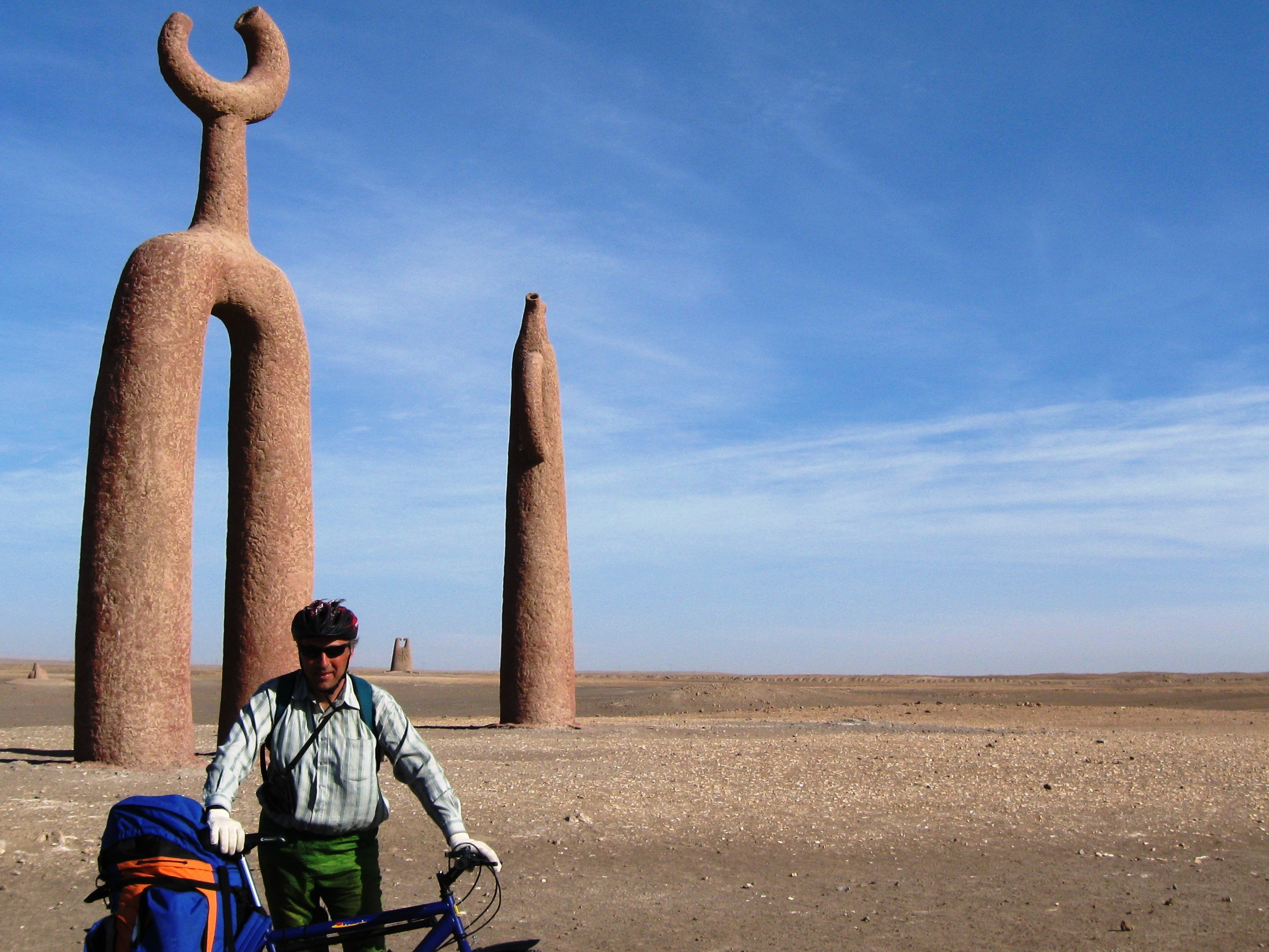
В.Лысенко в Чили

В период с 1997 по 2002 годы Лысенко совершил первое в истории России автомобильное кругосветное путешествие по оригинальному маршруту — через крайние точки континентов: он «перекрестил» все континенты, то есть пересёк их на автомобиле как с севера на юг (или наоборот), так и с запада на восток (или наоборот), проехав 160 тыс. км через 62 страны.
О своей двойной автокругосветке Владимир написал книгу «Вокруг света на автомобиле», изданную в 2002 году.

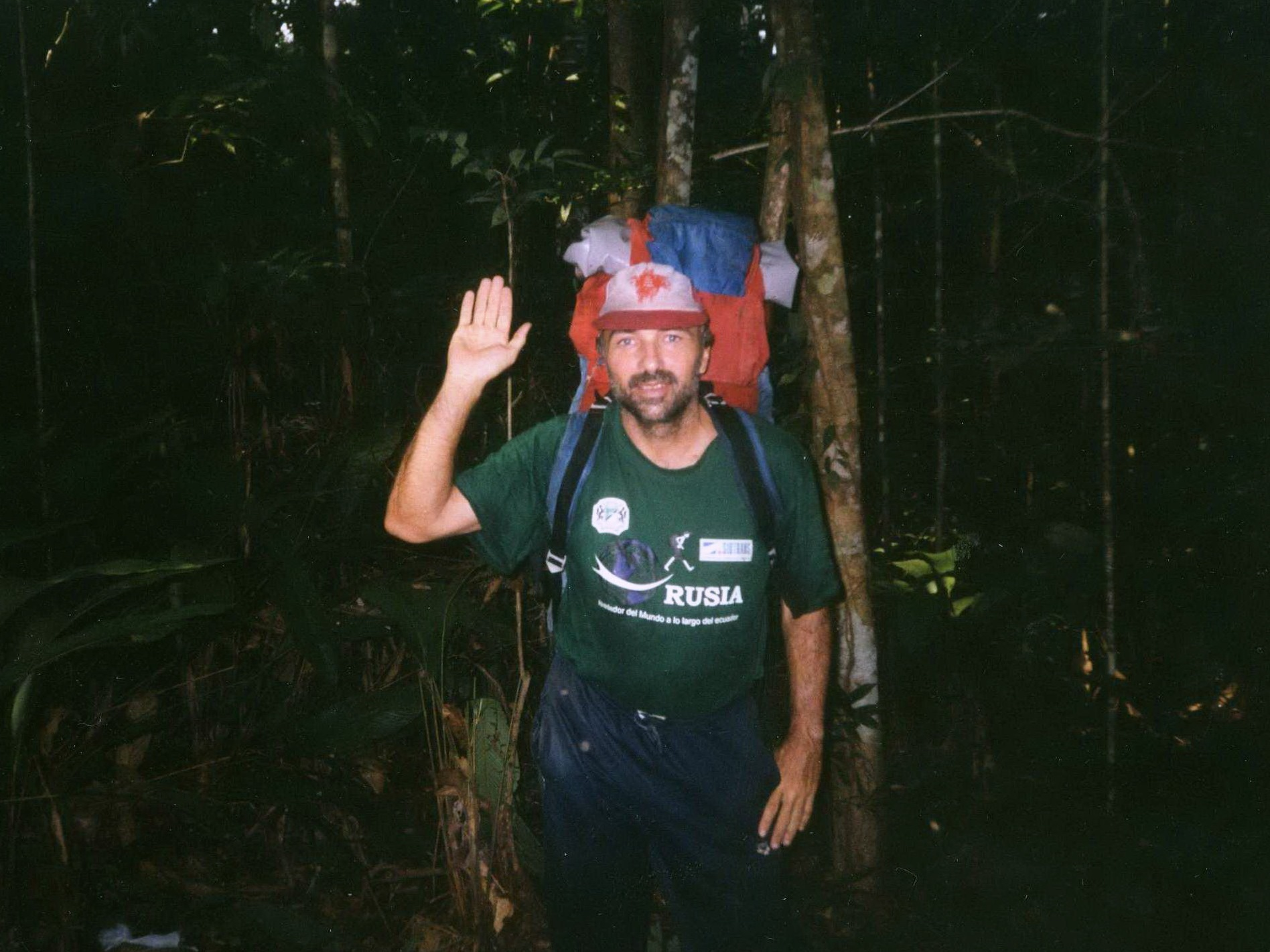
В.Лысенко в джунглях Амазонии

### Сплав по Юкону (маршрутом героев «золотой лихорадки»)
В 2003 году Лысенко прошёл маршрутом героев «золотой лихорадки» 1897—1898 годов, при этом сплавился на каяке по реке Юкон до Доусона (лежащего в устье Клондайка) — центра «золотой лихорадки».

### Велосипедная кругосветка
В 2006—2011 годах совершил кругосветное путешествие на велосипеде — пересек Евразию (от Владивостока до Тарифы, Испания), проехал по Африке (Марокко, Западной Сахаре), Южной Америке, Северной Америке, Австралии, тихоокеанским островам (Кирибати, Науру, Новой Зеландии). Протяженность маршрута составила более 41800 км. Лысенко проехал через 29 стран. О своей велокругосветке Владимир написал книгу «Вокруг света на велосипеде», изданную в 2014 году.

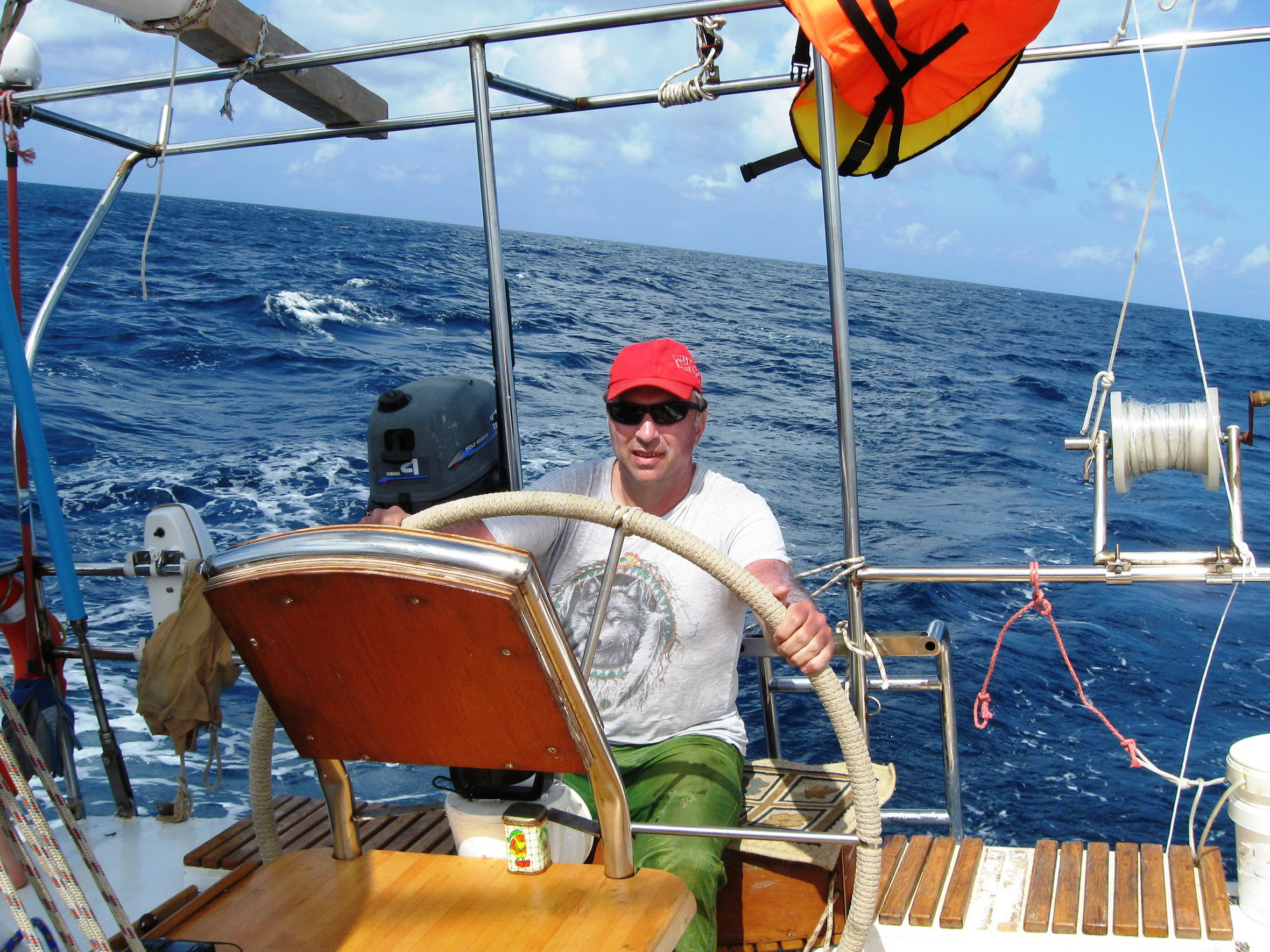
Владимир на яхте в Индийском океане

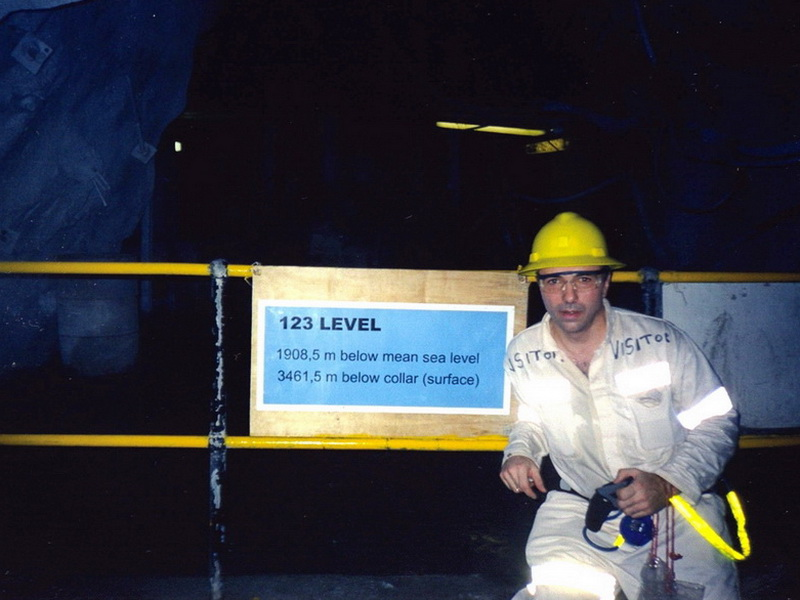
В «недрах» на глубине 3,5 км

### Кругосветка по экватору
В период с 2004 по 2012 годы за 260 экспедиционных дней Владимир совершил кругосветное путешествие по экватору (с отклонением от него не более 2 градусов) с запада на восток. Он пересек (на моторном судне, яхте, автомобиле, велосипеде, пешком и на каяке) Африку, Индийский океан, Индонезию, Тихий океан (в том числе Науру и Кирибати), Южную Америку и Атлантический океан (в том числе Сан-Томе и Принсипи). Было пройдено по экватору 40 076 км, из них на моторных судах — 23 500 км, на моторной лодке — 7260 км, на автомашине — 4500 км, на яхте — 4170 км, пешком — 450 км, на велосипеде — 180 км, на каноэ и каяке — 16 км.
В пути не обошлось без проблем — в Африке на машине Лысенко пересекал ДРК, где ещё звучали отголоски войны, а в Южной Америке в Колумбии сплавлялся на моторке по зоне, контролируемой партизанами ФАРК (Революционной Армии Колумбии), которые захватывают туристов в качестве заложников (пришлось идти днём на моторке, не приставая к берегу).
О своей кругосветке по экватору Владимир написал книгу «Вокруг света по экватору», изданную в 2014 году.

### Проект «Из недр Земли в стратосферу»
В рамках проекта «Из недр Земли в стратосферу» Лысенко (в 2004 году) спустился на дно шахты «Мпоненг Майн» в Карлетонвиле (ЮАР) на глубину 3,5 км, на машине (в ДРК он также использовал катер) проехал через ЮАР, Намибию, Анголу, Конго (Браззавиль), ДРК-Заир, Уганду, Кению, Эфиопию, Судан, Египет, Иорданию, Сирию, Ливан и Турцию до Москвы и сделал серию подъёмов на самолете на высоту 11-16,5 км.
Температура на дне (на глубине 3,5 км) шахты «Мпоненг Майн» компании Western Deep Levels в Карлетонвиле по разным источникам от 55 до 66ºС (в среднем около 58º). В умеренных широтах (где Владимир делал подъемы на самолете) температура в стратосфере на высоте 11-16,5 км — −56-57º. Максимальный перепад температур на маршруте Лысенко (со дна шахты в стратосферу) составил примерно 58º+|-56º|=114ºС.

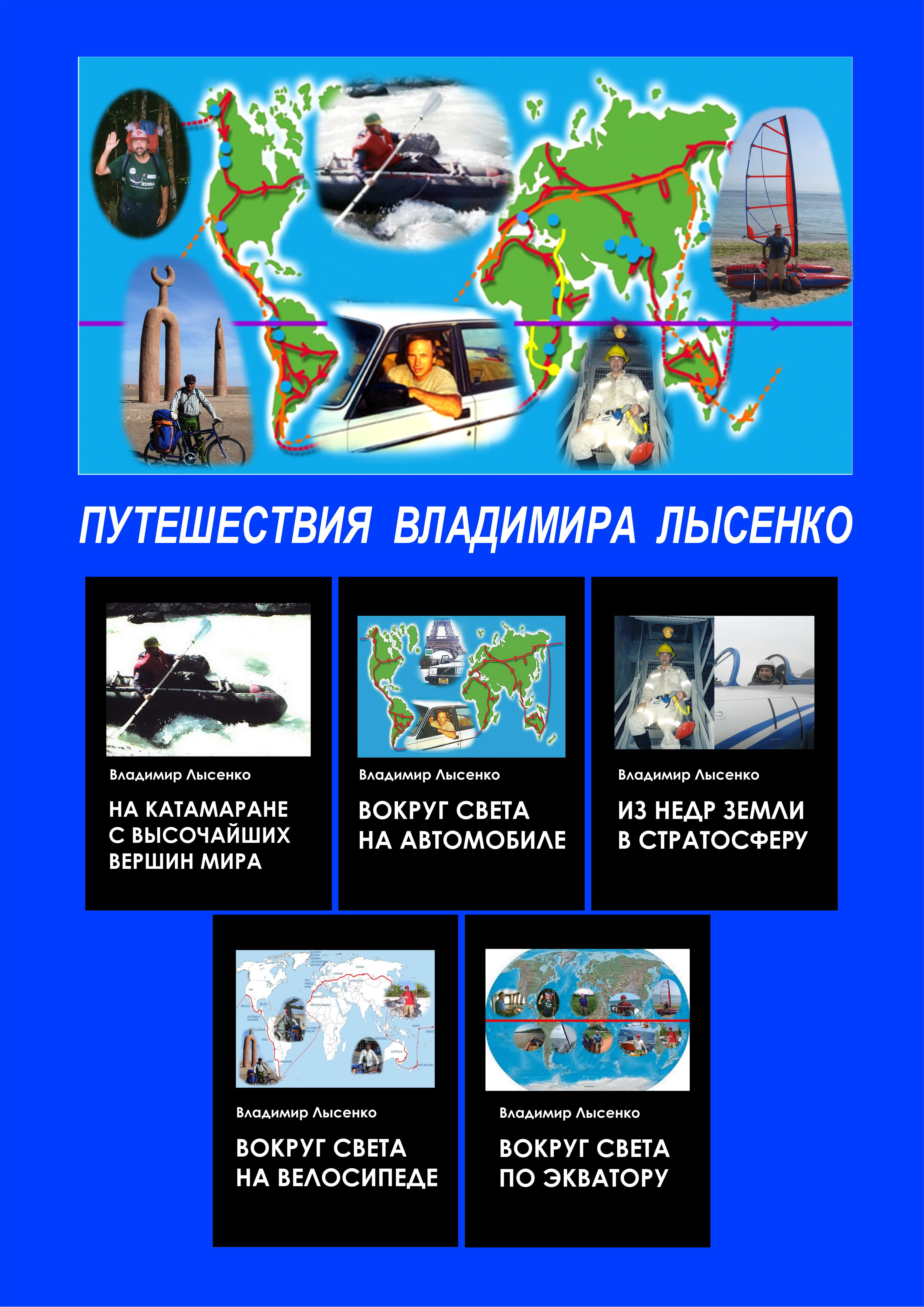
Книга «Путешествия Владимира Лысенко»

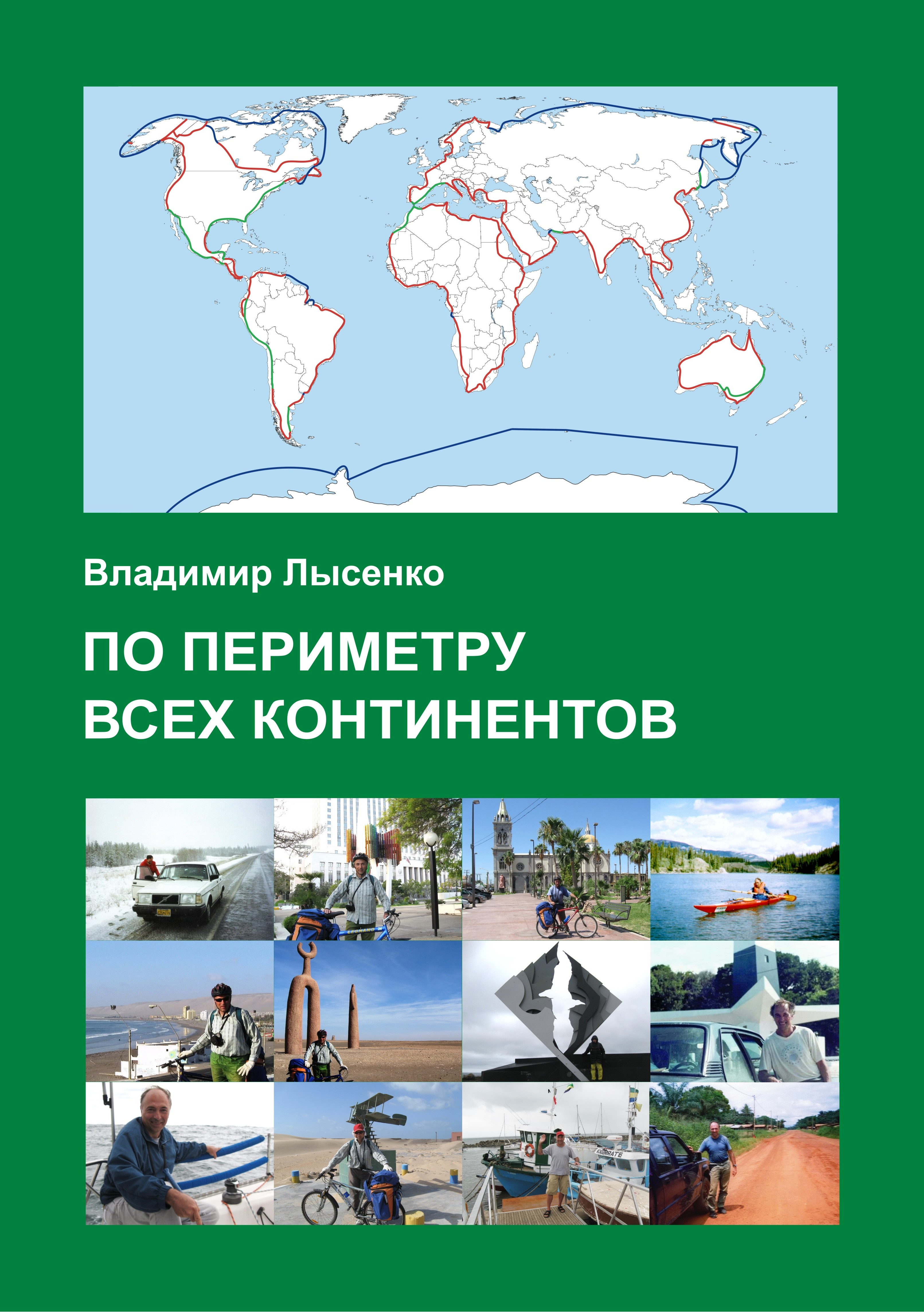
Книга «По периметру всех континентов»

Об этом проекте Лысенко написал книгу «Из недр Земли в стратосферу», изданную в 2014 году.

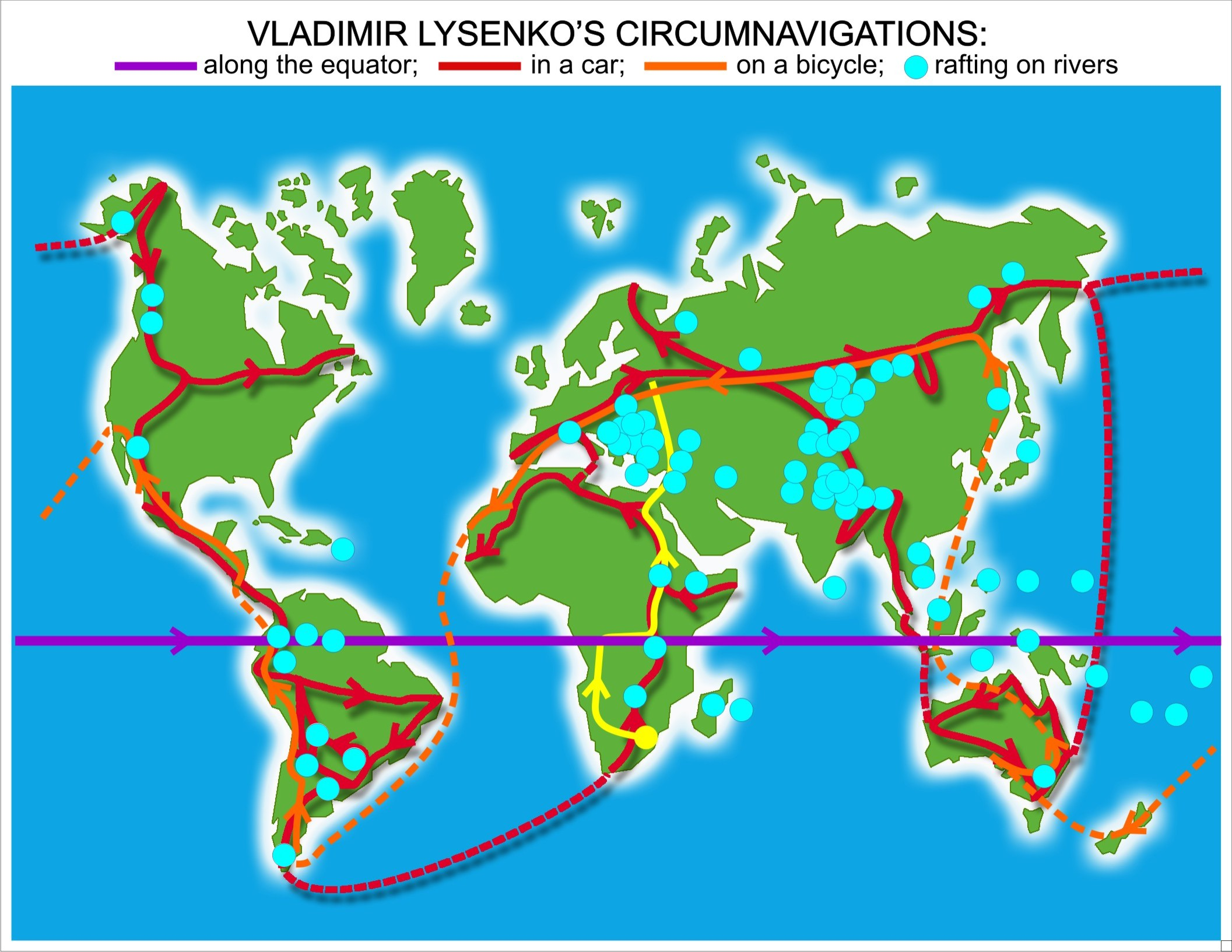
Маршруты кругосветок Владимира Лысенко

### Проект «По периметру всех континентов»
В 2023г. Владимир завершил свой многоэтапный и многолетний проект «По периметру всех континентов» (Северной Америки, Южной Америки, Африки, Евразии, Антарктиды и Австралии) на автомобиле, велосипеде, моторных судах, яхте и пешком. Маршрут пролегал через 95 стран. Его общая длина составила 231 700 км, из них на машине – 151 900 км, велосипеде – 30 000 км, на моторном судне и яхте – 49800 км.
Об этом проекте Владимир написал книгу «По периметру всех континентов», изданную в 2024 году.
Владимир является президентом Союза Кругосветчиков России и председателем Гималайского Клуба Рафтеров и Каякеров России (ГКРКР).

## Награды
Федерацией спортивного туризма России 25.02.2000г. присвоено звание «Заслуженный путешественник России».